# Torneo di Wimbledon 2002
Il Torneo di Wimbledon 2002 è stata la 116ª edizione del Torneo di Wimbledon e terza prova stagionale dello Slam. Si è giocato dal 24 giugno al 7 luglio 2002. Il torneo ha visto vincitore l'australiano Lleyton Hewitt nel singolare maschile, mentre in quello femminile si è imposta l'americana Serena Williams. Nel doppio maschile hanno trionfato l'australiano Todd Woodbridge e lo svedese Jonas Björkman, ed il doppio femminile è stato vinto dalle sorelle Williams.

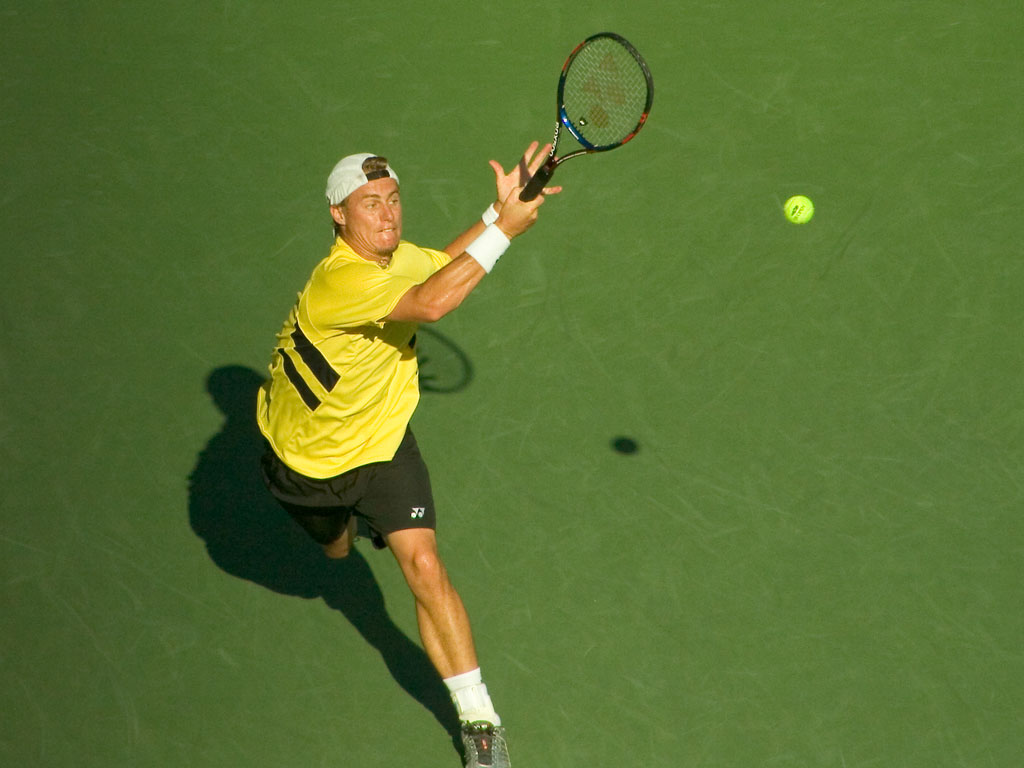
Lleyton Hewitt vince per la 1ª volta a Wimbledon

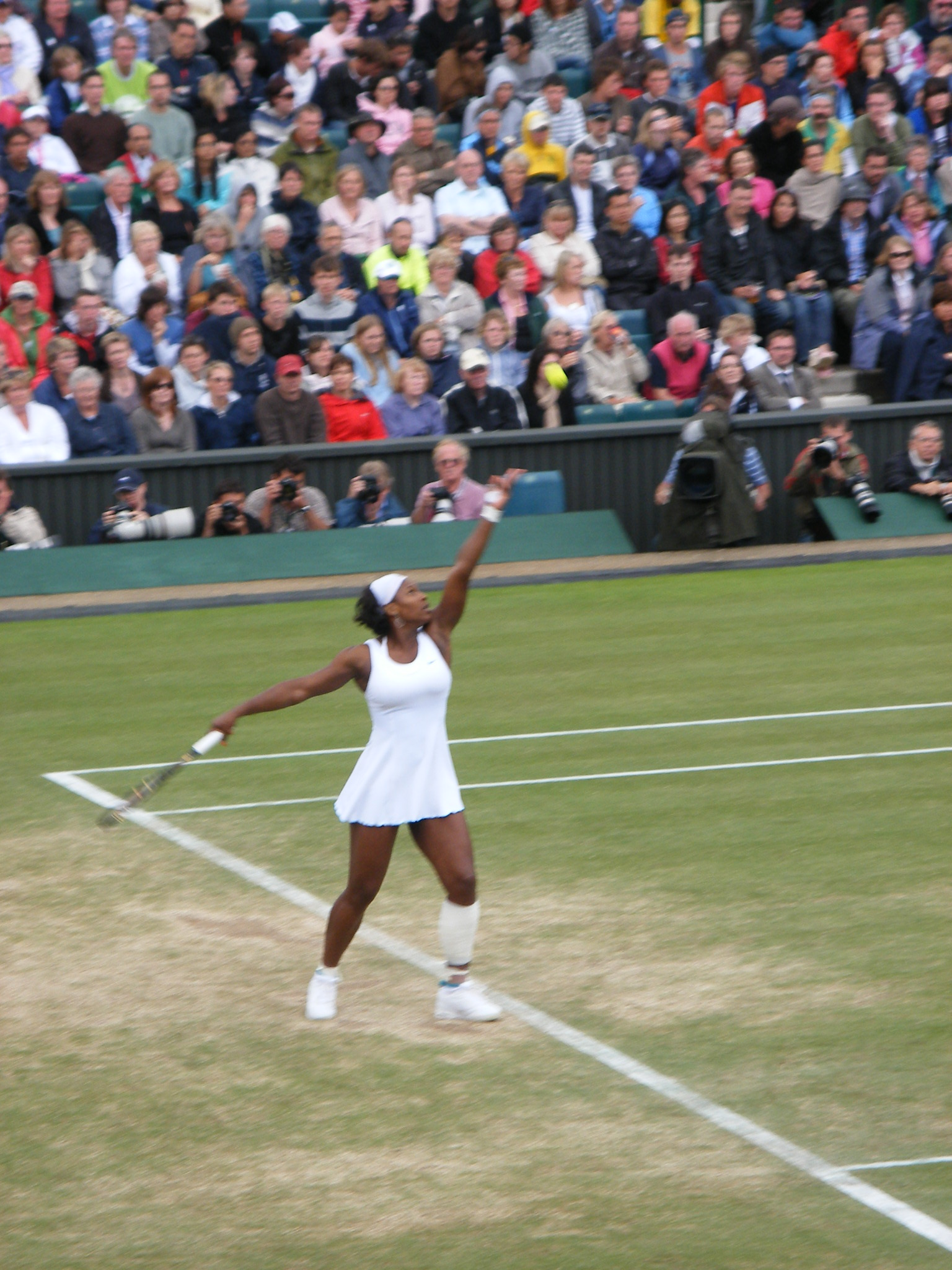
Serena Williams vince il suo 1º titolo a Wimbledon

## Risultati

### Singolare maschile
|  | Quarti di finale | Quarti di finale | Quarti di finale | Quarti di finale | Quarti di finale | Quarti di finale | Quarti di finale |  |  | Semifinali       | Semifinali       | Semifinali       | Semifinali       | Semifinali       | Semifinali       | Semifinali |   |   | Finale         | Finale         | Finale         | Finale         | Finale | Finale | Finale |  |
|  |                  |                  |                  |                  |                  |                  |                  |  |  |                  |                  |                  |                  |                  |                  |            |   |   |                |                |                |                |        |        |        |  |
|  | 1                | Lleyton Hewitt   | 6                | 6                | 65               | 1                | 7                |  |  |                  |                  |                  |                  |                  |                  |            |   |   |                |                |                |                |        |        |        |  |
|  | 18               | Sjeng Schalken   | 2                | 2                | 7                | 6                | 5                |  |  | Lleyton Hewitt   | Lleyton Hewitt   | Lleyton Hewitt   | Lleyton Hewitt   | 7                | 6                | 7          |   |   |                |                |                |                |        |        |        |  |
|  | 4                | Tim Henman       | Tim Henman       | 6                | 5                | 6                | 6                |  |  | Tim Henman       | Tim Henman       | Tim Henman       | Tim Henman       | 5                | 1                | 5          |   |   |                |                |                |                |        |        |        |  |
|  |                  | André Sá         | André Sá         | 3                | 7                | 4                | 3                |  |  |                  |                  |                  |                  |                  |                  |            |   |   | Lleyton Hewitt | Lleyton Hewitt | Lleyton Hewitt | Lleyton Hewitt | 6      | 6      | 6      |  |
|  | 27               | Xavier Malisse   | 6                | 4                | 6                | 3                | 9                |  |  |                  |                  | David Nalbandian | David Nalbandian | David Nalbandian | David Nalbandian | 1          | 3 | 2 |                |                |                |                |        |        |        |  |
|  |                  | Richard Krajicek | 1                | 6                | 2                | 6                | 7                |  |  | Xavier Malisse   | Xavier Malisse   | 62               | 4                | 6                | 6                | 2          |   |   |                |                |                |                |        |        |        |  |
|  | 28               | David Nalbandian | 6                | 6                | 4                | 4                | 6                |  |  | David Nalbandian | David Nalbandian | 7                | 6                | 1                | 2                | 6          |   |   |                |                |                |                |        |        |        |  |
|  | 22               | Nicolás Lapentti | 4                | 4                | 6                | 6                | 4                |  |  |                  |                  |                  |                  |                  |                  |            |   |   |                |                |                |                |        |        |        |  |

### Singolare femminile
|  | Quarti di finale | Quarti di finale   | Quarti di finale   | Quarti di finale | Quarti di finale |  |  | Semifinali      | Semifinali      | Semifinali      | Semifinali      | Semifinali      |   |   | Finale         | Finale         | Finale         | Finale | Finale |  |
|  |                  |                    |                    |                  |                  |  |  |                 |                 |                 |                 |                 |   |   |                |                |                |        |        |  |
|  | 1                | Venus Williams     | Venus Williams     | 6                | 6                |  |  |                 |                 |                 |                 |                 |   |   |                |                |                |        |        |  |
|  |                  | Elena Lichovceva   | Elena Lichovceva   | 2                | 0                |  |  | Venus Williams  | Venus Williams  | Venus Williams  | 6               | 6               |   |   |                |                |                |        |        |  |
|  | 4                | Monica Seles       | Monica Seles       | 5                | 64               |  |  | Justine Henin   | Justine Henin   | Justine Henin   | 3               | 2               |   |   |                |                |                |        |        |  |
|  | 6                | Justine Henin      | Justine Henin      | 7                | 7                |  |  |                 |                 |                 |                 |                 |   |   | Venus Williams | Venus Williams | Venus Williams | 64     | 3      |  |
|  | 9                | Amélie Mauresmo    | Amélie Mauresmo    | 6                | 6                |  |  |                 |                 | Serena Williams | Serena Williams | Serena Williams | 7 | 6 |                |                |                |        |        |  |
|  | 3                | Jennifer Capriati  | Jennifer Capriati  | 3                | 2                |  |  | Amélie Mauresmo | Amélie Mauresmo | Amélie Mauresmo | 2               | 1               |   |   |                |                |                |        |        |  |
|  | 11               | Daniela Hantuchová | Daniela Hantuchová | 3                | 2                |  |  | Serena Williams | Serena Williams | Serena Williams | 6               | 6               |   |   |                |                |                |        |        |  |
|  | 2                | Serena Williams    | Serena Williams    | 6                | 6                |  |  |                 |                 |                 |                 |                 |   |   |                |                |                |        |        |  |

### Doppio maschile
Jonas Björkman /  Todd Woodbridge hanno battuto in finale  Mark Knowles /  Daniel Nestor col punteggio di 6–1, 6–2, 6(6)–7, 7–5

### Doppio Femminile
Serena Williams /  Venus Williams hanno battuto in finale  Virginia Ruano Pascual /  Paola Suárez col punteggio di 6–2, 7–5

### Doppio Misto
Elena Lichovceva /  Mahesh Bhupathi hanno battuto in finale  Daniela Hantuchová /  Kevin Ullyett col punteggio di 6–2, 1–6, 6–1

## Junior

### Singolare ragazzi
Todd Reid ha battuto in finale  Lamine Ouahab col punteggio di 7–6(5), 6–4

### Singolare ragazze
Vera Duševina ha battuto in finale  Marija Šarapova  col punteggio di 4–6, 6–1, 6–2

### Doppio ragazzi
Florin Mergea /  Horia Tecău hanno battuto in finale  Brian Baker /  Rajeev Ram col punteggio di 6–4, 4–6, 6–4

### Doppio ragazze
Elke Clijsters /  Barbora Záhlavová-Strýcová hanno battuto in finale  Ally Baker /  Anna-Lena Grönefeld col punteggio di 6–4, 5–7, 8–6